# Paradinarthrodes kojimai
Paradinarthrodes kojimai är en nattsländeart som beskrevs av Tani 1971. Paradinarthrodes kojimai ingår i släktet Paradinarthrodes och familjen kantrörsnattsländor. Inga underarter finns listade i Catalogue of Life.